# Zelotes flexuosus
Zelotes flexuosus är en spindelart som beskrevs av Takahide Kamura 1999. Zelotes flexuosus ingår i släktet Zelotes och familjen plattbuksspindlar. Inga underarter finns listade i Catalogue of Life.

## Bildgalleri

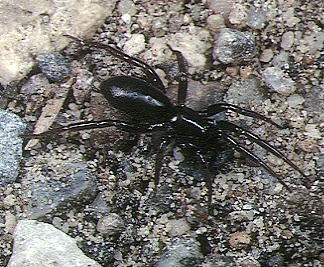
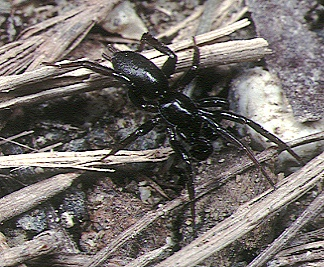